# Centre Technique des Industries de la Fonderie
Das Centre Technique des Industries de la Fonderie (CTIF) ist ein im Jahre 1948 gegründete französisches Forschungs- und Entwicklungszentrum für Gießereitechnik mit Sitz im westlichen Pariser Vorort Sèvres.

## Organisation
Ein Gesetz vom 22. Juli 1948 definiert die Rechtsstatuten des CTIF als technisches Zentrums der Industrie. Sein Verwaltungsrat setzt sich aus 17 Mitgliedern zusammen, die von der Aufsichtsbehörde ernannt werden. Geleitet wird das CTIF von seinem Generaldirektor Philippe Malle, dem Vorstand und einem beratenden technischen und wissenschaftlichen Ausschuss, zusammengesetzt aus Unternehmern und Akademikern.
Um seine Aufgaben durchzuführen, erhält das CTIF öffentliche Mittel über die Aufsichtsbehörde und erzeugt Eigenmittel aus Dienstleistungen. Integriert in das CTIF ist das Bureau de normalisation des industries de la fonderie (BNIF), das seinerseits in Verbindung mit der Association française de normalisation (AFNOR) an der Standardisierung bzw. technischen Normung von Materialien und Verfahren arbeitet.

## Aufgaben
Das CTIF ist einerseits ein Forschungs- und Entwicklungszentrum, andererseits ein Dienstleister für entsprechende Unternehmen. Die Aktivitäten und Projekte des CTIF zielen auf die Entwicklung neuer Produkte, Verbesserung von Produkteigenschaften sowie die Verbesserung der Gießereitechnik ab und bringt dazu Gießer, Anwender und Entwickler zusammen. Das CTIF bietet Dienstleistungen an und entwickelt im Auftrag auch Verfahren. In Saint-Didier-au-Mont-d’Or nahe Lyon und in Charleville-Mézières bieten zwei Laboratorien des CTIF metallografische Untersuchungen an.